# Toorts (geslacht)
Toorts (Verbascum) is een geslacht uit de helmkruidfamilie (Scrophulariaceae).
Het geslacht telt circa 250 soorten, die van nature voorkomen in Europa en Azië. Met name in het Middellandse Zeegebied is het geslacht vertegenwoordigd.
Verschillende soorten zijn in Amerika, Australië en Hawaï ingevoerd.

## Soorten
In Nederland en België komen de volgende soorten voor:
- Kandelaartoorts (Verbascum speciosum)
- Keizerskaars (Verbascum phlomoides)
- Koningskaars (Verbascum thapsus)
- Melige toorts (Verbascum lychnitis)
- Mottenkruid (Verbascum blattaria)
- Stalkaars (Verbascum densiflorum)
- Zwarte toorts (Verbascum nigrum)

De vlokkige toorts (Verbascum pulverulentum) komt in België wel voor, maar in Nederland alleen adventief.
Hiernaast kan men adventief de paarse toorts (Verbascum phoeniceum) en beklierd mottenkruid (Verbascum virgatum) aantreffen.
Andere beschreven soorten zijn:
- Verbascum sinuatum

## Cultivars
Voor in de tuin is een groot aantal cultivars ontwikkeld:
- Verbascum 'Boadicea'
- Verbascum 'Caribbean Crush'
- Verbascum 'Clent Sunrise'
- Verbascum 'Cotswold Gem'
- Verbascum 'Cotswold Queen' - lichtgele bloemen met een rood hart
- Verbascum 'Ellenbank Jewel'
- Verbascum 'Gainsborough' - met zwavelgele bloemen op droge grond.
- Verbascum 'Golden Bush'
- Verbascum 'Hardy Blush'
- Verbascum 'Harkness'
- Verbascum 'Helen Johnson' - koperkleurige bloemen
- Verbascum 'Jackie' - met lichtroze bloemen, volgens andere terracottakleurige bloemen.
- Verbascum 'Jolly Eyes' - grote witte bloemen met een bruin hart
- Verbascum 'Letitia' - met citroengele bloemen en zilvergrijze bladeren
- Verbascum 'Linda' - roze bloemen
- Verbascum 'Megan's Mauve'
- Verbascum 'Mont Blanc'
- Verbascum 'Pink Domino' - met lilaroze bloemen, geschikt voor rotstuin
- Verbascum 'Raspberry Ripple'
- Verbascum 'Royal Highland'
- Verbascum 'Southern Charm'
- Verbascum 'Spica'

## Ecologie
Plantensoorten in dit geslacht zijn de waardplant voor onder meer Chamaesphecia masariformis, Coleophora pennella, Neoharpyia verbasci, Paratalanta hyalinalis, Shargacucullia lychnitis, Shargacucullia reisseri, Shargacucullia scrophulariae, Shargacucullia thapsiphaga en Shargacucullia verbasci.
... · 
V. blattaria (Mottenkruid) · 
V. densiflorum (Stalkaars) · 
V. lychnitis (Melige toorts) · 
V. nigrum (Zwarte toorts) · 
V. phlomoides (Keizerskaars) · 
V. phoeniceum (Paarse toorts) · 
V. pulverulentum (Vlokkige toorts) · 
V. sinuatum · 
V. thapsus (Koningskaars) · 
...
... · 
Buddleya (Buddleja) · 
Myoporum · 
Scrophularia (Helmkruid) · 
Verbascum (Toorts) · 
...